# Byers-Insel
Koordinaten: 28° 32′ N, 177° 4′ O

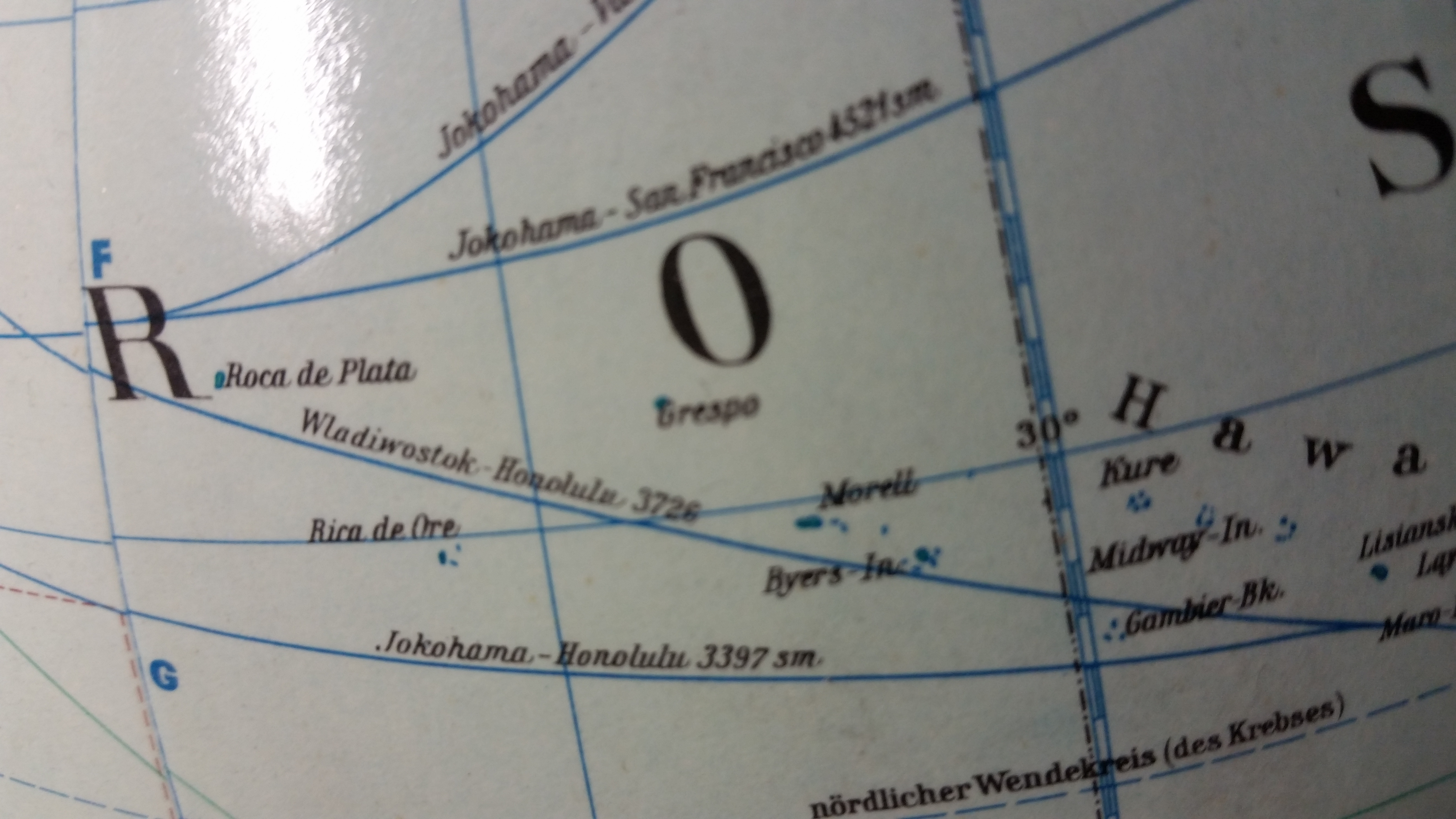
Byers-In neben weiteren Phantominseln nordwestlich von Hawaii auf JRO-Globus ca. 1960

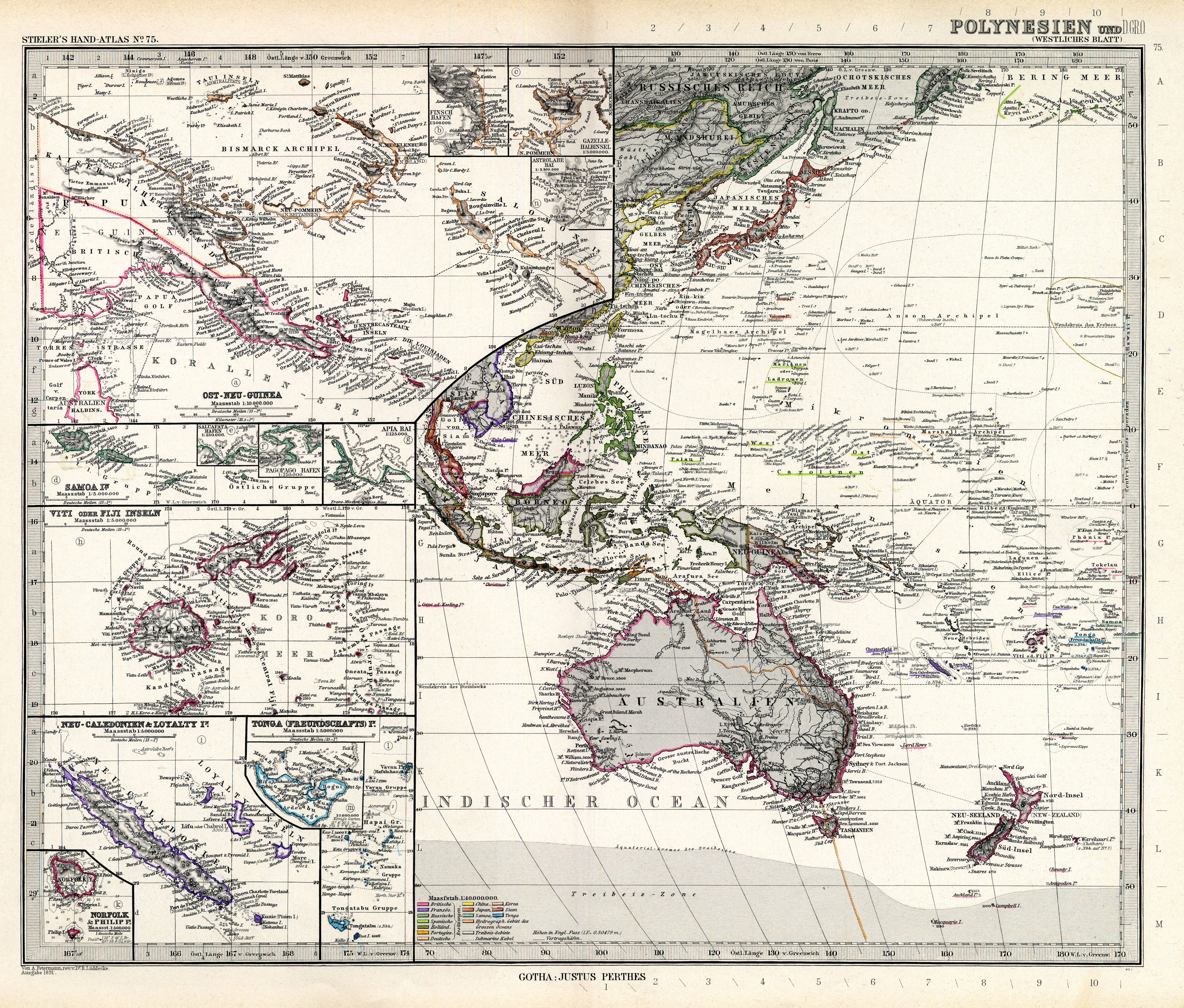
Byer od. Patrocinio in Stielers Hand-Atlas von 1891, nordwestlich davon Morell, jeweils mit Fragezeichen versehen

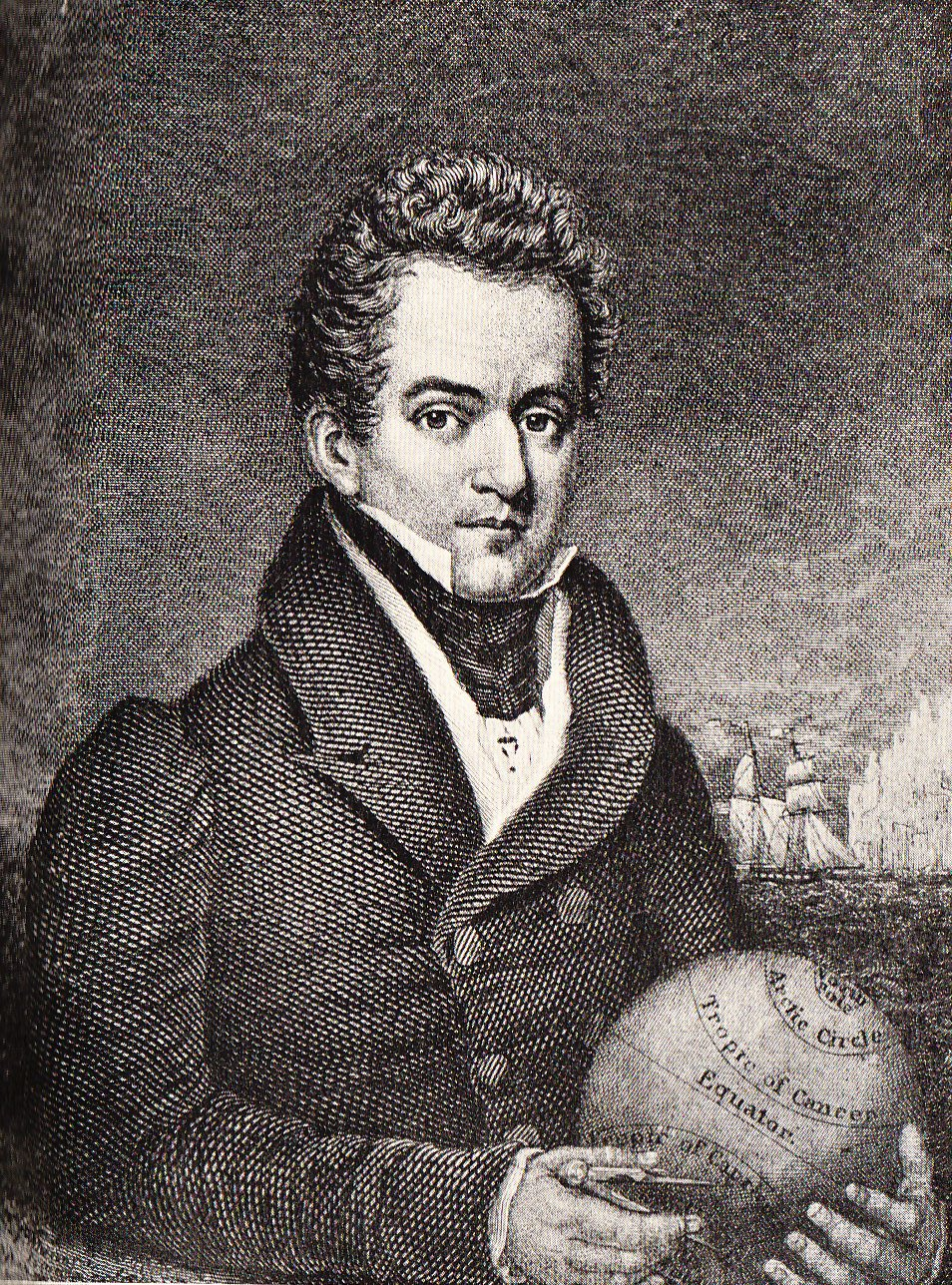
Benjamin Morrell (1832)

Die Byers-Insel (Byers’ Island) ist eine von Benjamin Morrell frei erfundene Phantominsel im Nordpazifik, die er am 12. Juli 1825 unter 28° 32′ N; 177° 04′ O angelaufen haben will. Morrell beschreibt die Byers-Insel, die er wie ein bereits bekanntes geographisches Objekt vorführt, in allen Details in seinem Werk A narrative of four voyages.
Dennoch handelt es sich nicht um eine tatsächliche Inselsichtung. Morrells Längenangaben für das kurz zuvor besuchte Pearl and Hermes Reef sind hinlänglich exakt, um die Annahme, bei der Byers-Insel handele es sich um eine Längenversetzung von Kure, mit Sicherheit ausschließen zu können. Übrigens deutet auch der Name Byers (der Name eines von Morrells Arbeitgebern, des New Yorker Kaufmanns und Schiffseigners James Byers) auf den Morrellschen Ursprung dieser Falschmeldung. Laut Burton R. Pollin soll Morrells Ghostwriter der Zeitschriftenherausgeber und Schauspieldichter Samuel Woodworth gewesen sein.
Wenn daher auch Morrell vielleicht nicht der persönliche Urheber dieser und zahlreicher anderer Fälschungen ist, so hat er sie doch zweifellos – als offensichtlicher Auftraggeber Woodworths – billigend in Kauf genommen bzw. seinen Namen dafür hergegeben. Der „frisierte“ Inhalt seines Buches konnte ihm nicht völlig verborgen geblieben sein. Der verkaufsfördernden Wirkung von Woodworths Seemannsgarn hat Morrell damit seinen literarischen und wissenschaftlichen Nachruhm geopfert. Dies ist bedauerlich, denn “… the truth itself was quite interesting”.

## Beschreibung
Benjamin Morrell will auf der recht flachen und im Umfang vier Meilen messenden Insel Seevögel, Schildkröten und See-Elefanten gesichtet haben. Im Südosten gebe es ein Korallenriff, das sich etwa zwei Meilen in Richtung Südwesten erstrecke.

## Eintragung in Karten
Die Byers-Insel wurde stets nahe der ebenfalls von Morrell beschriebenen Morrell-Insel vermerkt. Auch nach einer Überprüfung der offiziellen britischen Seekarte des Pazifiks durch den Hydrographen Frederik Evans 1875 blieben beide Inseln im Gegensatz zu drei tatsächlich existierenden Inseln dort vermerkt.
Aufgrund des Anspruchs der USA auf beide Inseln konnten diese durchsetzen, dass die Internationale Datumsgrenze um die Positionen der Byers- und der Morrell-Insel herum nach Westen verschoben wurde. Nach dem Beginn der allmählichen Löschung aus den Seekarten wurde die Grenze dort begradigt und wieder am 180. Längengrad orientiert.
Im amtlichen Seehandbuch von 1899 sind Byer Island und Morrell Island bereits unter der Überschrift DOUBTFUL ISLANDS AND REEFS aufgeführt.
Dennoch sind sie noch auf einem JRO-Globus von ca. 1960 zusammen mit vier weiteren Phantominseln nordwestlich von Kure eingezeichnet.